# Global Champions Tour
Pour les articles homonymes, voir GCT.
Le Global Champions Tour (dit GCT) est une compétition internationale de saut d'obstacles, ayant lieu chaque année, et mettant en compétition les 30 meilleurs cavaliers mondiaux du classement mondial Longines, sur les plus grands terrains de concours du monde. Jan Tops en est le président, Athina Onassis de Miranda en est la marraine.
Fondée en 2005 par le médaillé d'or olympique Jan Tops, elle a pour but de promouvoir « le meilleur du saut d'obstacles ». 
Les 18 meilleurs cavaliers de la tournée se partageront un bonus d'environ 1 million d'euros. Le prix accordé au vainqueur du Global Champions Tour, d'environ 250 000 €, est le deuxième plus élevé du monde du saut d'obstacles.
Depuis 2007, tous les concours du Global Champions Tour sont des CSI-5*. Depuis 2008, le Global Champions Tour est considérée comme une compétition officielle de la FEI.
Depuis 2013, Longines est le partenaire titre et chronométreur officiel du LGCT, excluant d'office l'horloger Jaeger-LeCoultre présent les années précédentes sur certaines étapes. Le circuit est également sponsorisé et retransmis par la chaîne sportive Eurosport.

## Principes
Le classement général est calculé en fonction des résultats des cavaliers dans les compétitions du Global Champions Tour. Il est établi de cette façon :
| Classement     | 1  | 2  | 3  | 4  | 5  | 6  | 7  | 8  | 9  | 10 | 11 | 12 | 13 | 14 | 15 | 16 | 17 | 18 | 19 | 20 | 21 | 22 | 23 | 24 | 25 |
| Points Marqués | 40 | 37 | 35 | 34 | 32 | 31 | 30 | 29 | 28 | 27 | 26 | 25 | 24 | 23 | 22 | 21 | 20 | 19 | 12 | 11 | 10 | 9  | 8  | 7  | 6  |

En 2008 et 2009, le vainqueur était déterminé dans une finale séparée. Les 25 meilleurs cavaliers du classement du Global Champions Tour, à la fin de la saison, étaient qualifiés pour la finale.
En 2006 et 2007, puis de nouveau depuis de 2010, le cavalier déclaré vainqueur est le leader du classement général du Global Champions Tour après la dernière étape.

## Étapes 2018
Les étapes du Longines Global Champions Tour 2018 sont :
| Date          | Ville                   | Lieu                                          |
| 22-25 mars    | Mexico                  | Campo Marte                                   |
| 5-7 avril     | Miami                   | Miami Beach                                   |
| 20-22 avril   | Shanghai                | Musée des arts de Chine, district_de_Pudong   |
| 4-6 mai       | Madrid                  | Casa de Campo                                 |
| 10-12 mai     | Hambourg                | German show jumping and dressage derby        |
| 31 mai-2 juin | Ramatuelle/Saint Tropez |                                               |
| 7-9 juin      | Cannes                  | Stade des Hespérides                          |
| 14-16 juin    | Cascais/Estoril         | Hipódromo Manuel Possolo                      |
| 28-30 juin    | Monte Carlo             | Port de Monaco                                |
| 5-7 juillet   | Paris                   | Parc de Bagatelle                             |
| 13-15 juillet | Chantilly               | Hippodrome de Chantilly, Jumping de Chantilly |
| 27-29 juillet | Berlin                  |                                               |
| 3-5 août      | Londres                 |                                               |
| 10-12 août    | Valkenswaard            | Stal Tops                                     |
| 6-9 septembre | Rome                    | Stade des Marbres                             |
| 8-10 novembre | Doha                    | Al Shaqab                                     |
| 1-16 décembre | Prague                  | O2 Arena                                      |

## Vainqueurs
|      | Vainqueur             | Pays        |
| 2006 | Ludo Philippaerts     | Belgique    |
| 2007 | Albert Zoer           | Pays-Bas    |
| 2008 | Jessica Kürten        | Irlande     |
| 2009 | Michel Robert         | France      |
| 2010 | Marcus Ehning         | Allemagne   |
| 2011 | Edwina Tops-Alexander | Australie   |
| 2012 | Edwina Tops-Alexander | Australie   |
| 2013 | Scott Brash           | Royaume-Uni |
| 2014 | Scott Brash           | Royaume-Uni |
| 2015 | Luciana Diniz         | Portugal    |
| 2016 | Rolf-Göran Bengtsson  | Suède       |
| 2017 | Harrie Smolders       | Pays-Bas    |
| 2018 | Ben Maher             | Royaume-Uni |
| 2019 | Ben Maher             | Royaume-Uni |

## Résultats en 2009
| Concours       | Pays      | Dates                  | Cavalier          | Cheval               |
| Arezzo         | Italie    | 2-5 mai 2009           | Marco Kutscher    | Cash                 |
| Valence        | Espagne   | 8-10 mai 2009          | John Whitaker     | Peppermill           |
| Hambourg       | Allemagne | 21-24 mai 2009         | Bernardo Alves    | Chupa Chups          |
| Cannes         | France    | 11-13 juin 2009        | Roger-Yves Bost   | Ideal de la Loge     |
| Monte-Carlo    | Monaco    | 25-27 juin 2009        | Richard Spooner   | Cristallo            |
| Estoril        | Portugal  | 9-11 juillet 2009      | Leopold Van Asten | VDL Groep Santana B  |
| Rio de Janeiro | Brésil    | 31 juillet-2 août 2009 | Gianni Govoni     | Joyau D'Opal         |
| Valkenswaard   | Pays-Bas  | 20-23 août 2009        | Edwina Alexander  | Cevo Itot du Chateau |
| Doha           | Qatar     | 11-15 novembre 2009    | Michel Robert     | Kellemoi de Pépita   |

## Résultats en 2010
| Concours       | Pays      | Dates              | Cavalier                   | Cheval               |
| Valence        | Espagne   | 7-9 mai 2010       | Timothée Anciaume          | Lamm de Fétan        |
| Hambourg       | Allemagne | 13-16 mai 2010     | Lauren Hough               | Quick Study          |
| Turin          | Italie    | 20-23 mai 2010     | Marco Kutscher             | Cash 63              |
| Cannes         | France    | 10-12 juin 2010    | Edwina Alexander           | Cevo Itot du Château |
| Monte-Carlo    | Monaco    | 24-26 juin 2010    | Bernardo Alves             | Bridgit              |
| Estoril        | Portugal  | 1-3 juillet 2010   | Meredith Michaels-Beerbaum | Checkmate 4          |
| Chantilly      | France    | 23-25 juillet 2010 | Laura Kraut                | Cedric               |
| Valkenswaard   | Pays-Bas  | 13-15 août 2010    | Laura Kraut                | Cedric               |
| Rio de Janeiro | Brésil    | 26-29 août 2010    | Marcus Ehning              | Noltes Küchengirl    |

## Résultats en 2011
| Concours       | Pays                | Dates                  | Cavalier             | Cheval                  |
| Doha           | Qatar               | 17-19 mars 2011        | Alvaro de Miranda    | AD Ashleigh Drossel Dan |
| Valence        | Espagne             | 6-8 mai 2011           | Billy Twomey         | Je t'Aime Flamenco      |
| Hambourg       | Allemagne           | 1-5 juin 2011          | Rolf-Goran Bengtsson | Casall La Silla         |
| Cannes         | France              | 9-11 juin 2011         | Edwina Alexander     | Cevo Itot du Château    |
| Monte-Carlo    | Monaco              | 23-25 juin 2011        | Rolf-Goran Bengtsson | Casall La Silla         |
| Estoril        | Portugal            | 30 juin-2 juillet 2011 | Christian Ahlmann    | Taloubet Z              |
| Chantilly      | France              | 22-24 juillet 2011     | Edwina Alexander     | Cevo Itot du Château    |
| Valkenswaard   | Pays-Bas            | 12-14 août 2011        | Beezie Madden        | Cortes C                |
| Rio de Janeiro | Brésil              | 2-4 septembre 2011     | Gerco Schröder       | Eurocommerce London     |
| Abu Dhabi      | Émirats arabes unis | 24-26 novembre 2011    | Roger-Yves Bost      | Idéal de la Loge        |

## Résultats en 2012
| Concours     | Pays                | Dates                | Cavalier           | Cheval                  |
| Doha         | Qatar               | 5-7 avril 2012       | Edwina Alexander   | Cevo Itot du Château    |
| Valence      | Espagne             | 4-6 mai 2012         | Ben Maher          | Tripple X III           |
| Hambourg     | Allemagne           | 16-20 mai 2012       | Nick Skelton       | Big Star                |
| Wiesbaden    | Allemagne           | 25-28 mai 2012       | Olivier Guillon    | Lord de Theize          |
| Cannes       | France              | 14-16 juin 2012      | Gerco Schröder     | Eurocommerce London     |
| Monte-Carlo  | Monaco              | 28-30 juin 2012      | Kevin Staut        | Rêveur de Hurtebise*HDC |
| Estoril      | Portugal            | 13-14 juillet 2012   | Philipp Weishaupt  | Leoville 2              |
| Chantilly    | France              | 20-22 juillet 2012   | Hans-Dieter Dreher | Magnus Romeo            |
| Valkenswaard | Pays-Bas            | 17-19 août 2012      | Ludger Beerbaum    | Chaman                  |
| Lausanne     | Suisse              | 14-16 septembre 2012 | Laura Kraut        | Cedric                  |
| Vienne       | Autriche            | 20-23 septembre 2012 | Pénélope Leprevost | Mylord Carthago*HN      |
| Shanghai     | Chine               | 4-6 octobre 2012     | Étape annulée      | -                       |
| Abu Dhabi    | Émirats arabes unis | 22-24 novembre 2012  | Katharina Offel    | Fidji Island            |

## Résultats en 2013
| Concours     | Pays        | Dates                | Cavalier             | Cheval                  |
| Madrid       | Espagne     | 3-5 mai 2013         | Michael Whitaker     | Viking                  |
| Hambourg     | Allemagne   | 9-12 mai 2013        | Christian Ahlmann    | Codex One               |
| Wiesbaden    | Allemagne   | 17-20 mai 2013       | Laura Kraut          | Cedric                  |
| Londres      | Royaume-Uni | 6-9 juin 2013        | Ben Maher            | Cella                   |
| Cannes       | France      | 13-15 juin 2013      | Marcus Ehning        | Plot Blue               |
| Monte-Carlo  | Monaco      | 27-29 juin 2013      | Richard Spooner      | Cristallo               |
| Estoril      | Portugal    | 4-6 juillet 2013     | Henrik Von Eckermann | Gotha FRH               |
| Chantilly    | France      | 19-21 juillet 2013   | Beezie Madden        | Cortes C                |
| Valkenswaard | Pays-Bas    | 16-18 août 2013      | Alvaro de Miranda    | AD Rahmannshof's Bogeno |
| Lausanne     | Suisse      | 12-14 septembre 2013 | Lucy Davis           | Barron                  |
| Vienne       | Autriche    | 19-22 septembre 2013 | Gerco Schröder       | London                  |
| Shanghai     | Chine       | 4-6 octobre 2013     | Étape annulée        | -                       |
| Doha         | Qatar       | 21-23 novembre 2013  | Scott Brash          | Hello Sanctos           |